# Hoofdstraat 23 (Niekerk)

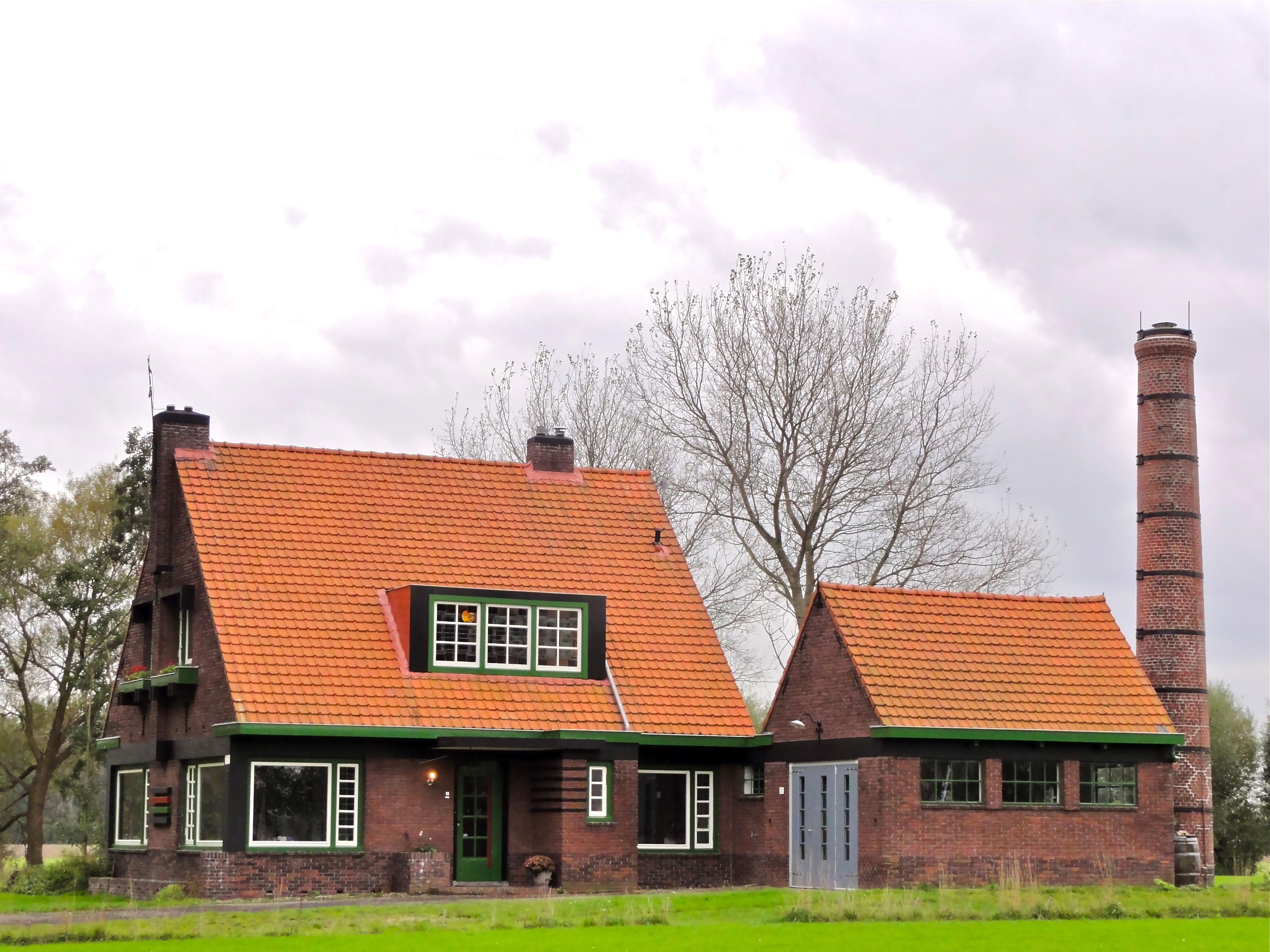
De tuinderswoning met opslagruimte en schoorsteen aan de Hoofdstraat in Niekerk anno 2010

De tuinderswoning in Niekerk in de Nederlandse provincie Groningen is een monumentaal pand, dat in 1929 werd gebouwd naar een ontwerp van de architect Willem Reitsema. Tegelijk met de woning werd in dezelfde periode ook een opslagruimte met garage en een schoorsteen, voor de rookafvoer van de verwarming van de kassen, gebouwd.

## De woning

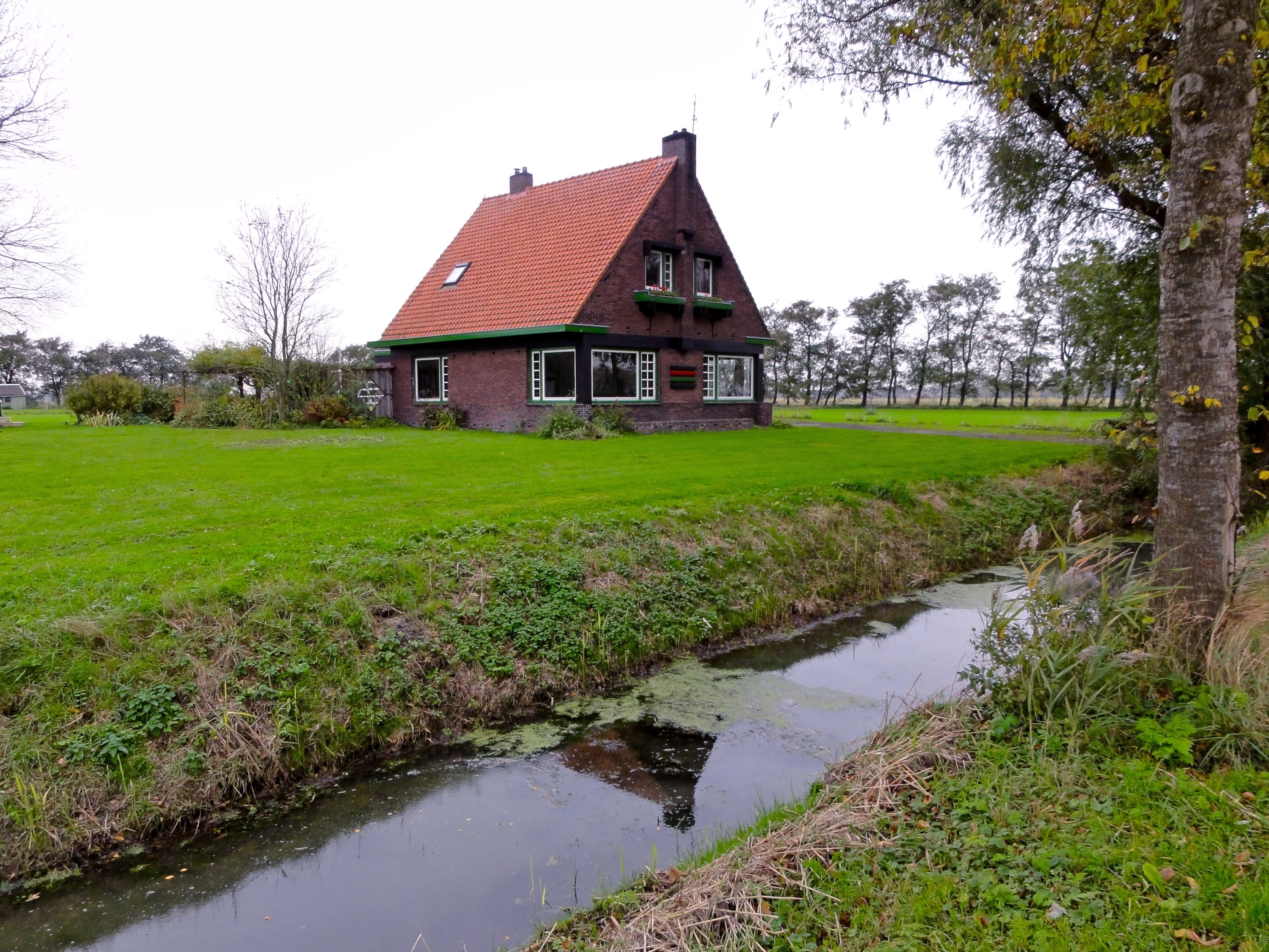
De symmetrisch gespiegelde voorgevel van de woning

De door Reitsma ontworpen woning aan de Hoofdstraat van Niekerk heeft een volledig symmetrisch gebouwde voorgevel. Rechterkant en linkerkant van de voorgevel zijn elkaars spiegelbeeld. De andere gevels vertonen geen volledige symmetrie, maar daar worden kenmerkende elementen als ramen repeterend gebruikt. Het rode zadeldak van de woning komt verkleind terug als dak van het bijgebouw. De wijze waarop deze woning is vormgegeven is kenmerkend voor het werk van Reitsema. In de woning bevindt zich een trap met Art decomotieven. Het huis en schoorsteen zijn in 2009-2010 gerestaureerd, waarbij het huis weer de oorspronkelijke kleurstelling heeft gekregen. De vier kassen die oorspronkelijk achter het huis lagen, zijn in de tachtiger jaren van de twintigste eeuw verdwenen. Zowel de woning als de schoorsteen zijn erkend als rijksmonument.
Dezelfde architect ontwierp ook aan de Kerkstraat in hetzelfde dorp een pastorie met bijbehorende consistorie.